# 小行星4265
小行星4265（英語：4265 Kani）是一颗围绕太阳公转的小行星。1989年10月8日，水野義兼、古田俊正在可儿市发现了此天体。
这颗小行星的绝对星等为243.0095971963789等。